# Bodil Malmsten

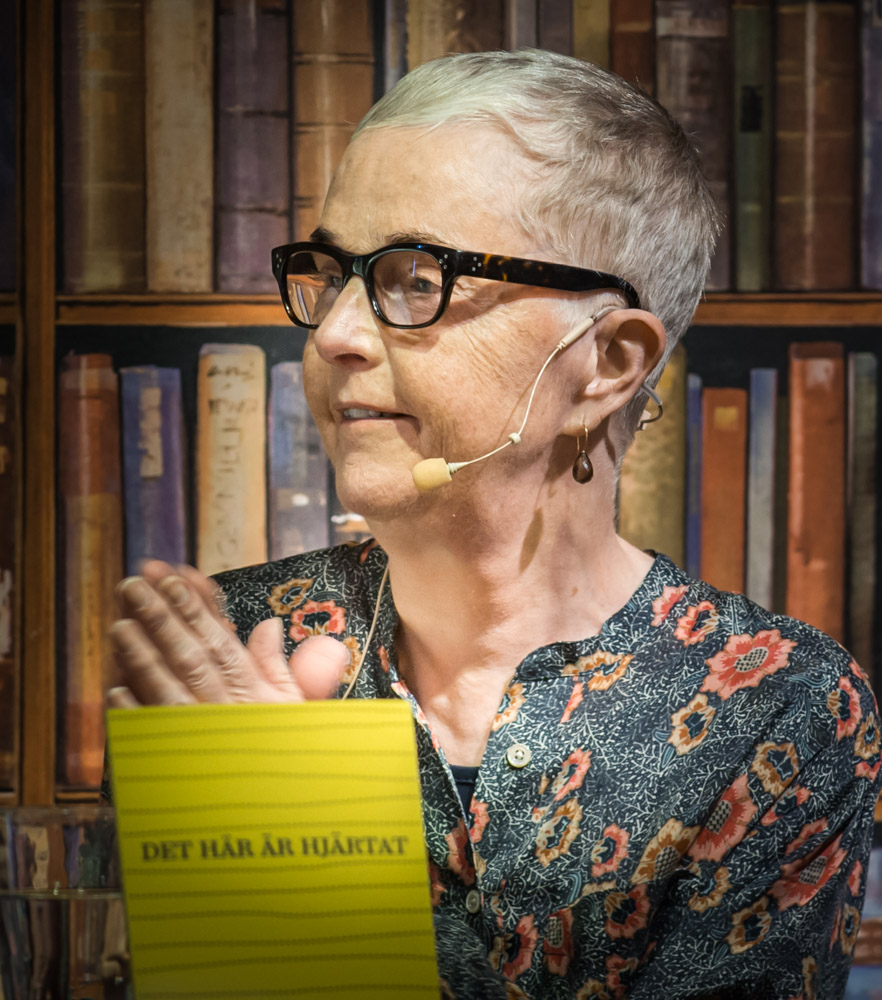
Bodil Malmsten (2015)

Bodil Malmsten (* 19. August 1944 in Bjärme, Gemeinde Östersund; † 5. Februar 2016 in Stockholm) war eine schwedische Schriftstellerin.

## Leben
Bodil Malmstens Vater Ulf Malmsten war Agronom und mit Inez Alm, einer Bauerntochter aus Bjärme, verheiratet. Die Eltern ließen sich früh scheiden; die Töchter Åsa und Bodil blieben bei der Mutter. Die wirtschaftlichen Umstände zwangen die Mutter, von Bjärme nach Hälsingland umzuziehen, wo sie als Haushälterin arbeitete. Malmsten lebte ein halbes Jahr bei ihren Großeltern mütterlicherseits und anschließend bei Pflegeeltern in Vällingby.
Sie debütierte im Jahr 1970 mit dem Kinderbuch Ludvig åker (Ludwig verreist), das sie zusammen mit dem Illustrator Peter Csihas verfasst hatte. Im Jahr 1977 erschien ihre erste Gedichtsammlung unter dem Titel Dvärgen Gustav (Der Zwerg Gustav). Ihr erster Roman war Den dagen kastanjerna slår ut är jag långt härifrån (An dem Tag, an dem die Kastanien ausschlagen, bin ich weit weg von hier). In der Folgezeit schrieb sie weitere Gedichte, Novellen, Romane, Theaterstücke und Journale.
Im Jahr 1999 zog sie nach Frankreich, zuerst in das Département Finistère in der Bretagne, dann nach Saint-Nazaire im Département Loire-Atlantique. Schließlich kehrte sie 2010 nach Schweden zurück. Sie starb 2016 in Stockholm an Krebs.
Mit Peter Csihas hatte sie eine Tochter namens Stefania Malmsten, geboren 1967, die als Grafikerin und Moderedakteurin bekannt geworden ist.
Sie erhielt über ein Dutzend schwedische Literaturpreise und war Ehrendoktor der mittelschwedischen Universität Mittuniversitetet in Sundsvall.

## Werke

### Originalausgaben
- Ludvig åker (Kinderbuch), zusammen mit Peter Csihas, 1970
- Dvärgen Gustaf (Gedichte), 1977
- Damen, det brinner! (Gedichte), 1984
- Paddan & branden (Gedichte), 1987
- B-ställningar (Texte), 1987
- Ett bloss för Bodil Malmsten (Gedichte), 1977–1987
- Svartvita bilder (Novellen), 1988
- Nåd & onåd - Idioternas bok (Gedichte), 1989
- Nefertiti i Berlin (Gedichte), 1990
- Landet utan lov (Gedichte), 1991
- Det är ingen ordning på mina papper (Notizen), 1991
- Dikter 1977-1990 (Gedichte), 1991
- Inte med den eld jag har nu (Gedichte), 1993
- Den dagen kastanjerna slår ut är jag långt härifrån (Roman), 1994
- Tulipomanie, 1995
- Cirkus (Text Bodil Malmsten, Bilder Hans Gedda), 1995
- Nästa som rör mig (Roman), 1996
- Undergångarens sånger (Novellen), 1998
- Det finns inga lyckopiller, 2000
- Priset på vatten i Finistère (Roman), 2001
- Der är fortfarande ingen ordning på mina papper (Notizen), 2003
- Mitt första liv (Roman, autobiografisch), 2004
- För att lämna röstmeddelande, TRYCK STJÄRNA (Monologe), 2005
- Hör bara hur ditt hjärta bultar i mig (Tagebuch), 2006
- Kom och hälsa på mig om tusen år (Tagebuch), 2007
- Sista boken från Finistère (Roman), 2008
- De från norr kommande leoparderna (Tagebuch), 2009
- Och en månad går fortare nu än ett hjärtslag (Tagebuch), 2012
- Så gör jag – Konsten att skriva, 2012
- Och ett skepp med sju segel och femti kanoner ska försvinna med mig (Tagebuch), 2013
- Det här är hjärtat (Gedichte), 2015

### Deutsche Ausgaben
- Der Preis des Wassers in Finistère (Originaltitel: Priset på vatten i Finistère, 2001, übersetzt von Sigrid Engeler), Deuticke im Zsolnay Verlag, Wien 2007, ISBN 978-3-552-06052-4.